# 大阪市電玉造森之宮線
大阪市電玉造森之宮線（おおさかしでんたまつくりもりのみやせん）は、森の宮東の町駅 - 玉造駅を結んでいた大阪市電期外線の路線。

## 路線概要
- 起点：森の宮東の町駅
- 終点：玉造駅
- 軌間：1435mm
- 架線電圧：直流600V

## 沿革
- 1944年（昭和19年）6月13日：森之宮東之町駅 - 玉造駅間を開業。
- 1948年（昭和23年）7月1日：玉堀町駅を開業。
- 1959年（昭和34年）7月以降：森之宮東之町駅を森の宮東の町駅に表記変更。
- 1964年（昭和39年）10月1日：全線廃止。

## 駅一覧
| 駅名           | キロ程 | 接続路線                                 |
| -------------- | ------ | ---------------------------------------- |
| 森之宮東之町駅 | 0.0    | 大阪市電：森之宮緑橋線、城南線           |
| 玉堀町駅       | 0.4    |                                          |
| 玉造駅         | 0.8    | 大阪市電：玉造線、霞町玉造線、玉造今里線 |

- 1959年（昭和34年）7月当時

## 系統
18系統が走っていた。